# منذر القباني
منذر القباني من مواليد مدينة الرياض عام 1970. طبيب وروائي سعودي برز اسمه في السنوات الأخيرة كأحد أبرز الروائيين السعوديين الذين أسهموا في انتشار الرواية السعودية في الوطن العربي. حصل منذر القباني على بكالوريوس الطب والجراحة من كلية الطب بجامعة الملك سعود في عام 1994. تخصص بعد ذلك في مجال الجراحة العامة حيث حصل على البورد الكندي من جامعة تورونتو الكندية في عام 2001. تخصص بعد ذلك في مجال جراحة الكبد والبنكرياس في جامعة برتش كولومبيا الكندية حتى عام 2003 قبل أن يعود إلى وطنه السعودية. نشر بعض المقالات في الصحف المحلية ولكن اسمه لمع في عالم الكتابة والأدب بعد صدور روايته الأولى حكومة الظل.

## أعماله
1. حكومة الظل (رواية).
2. عودة الغائب (رواية).
3. فرسان وكهنة (رواية).
4. قطز (رواية).
5. قرين (رواية).
6. زوجة واحدة لا تكفي... زوج واحد كثير! (رواية)
7. صائد الساحرات (رواية)